# The Purple Album
| Оценки критиков     | Оценки критиков    |
| Источник            | Оценка             |
| ------------------- | ------------------ |
| The Herald-Standard | (благожелательное) |
| KNAC                | [ 2 ]              |
| The New York Times  | (благожелательное) |
| Sputnikmusic        | [ 4 ]              |
| Rockmagazyn.pl      | [ 5 ]              |
| HardRockHaven.net   | [ 6 ]              |

The Purple Album — двенадцатый студийный альбом британо-американской хард-рок-группы Whitesnake, вышедший в апреле 2015 года на лейбле Frontiers Records. Альбом состоит из ремейков песен группы Deep Purple, написанных составами Mark III и Mark IV в то время, когда лидер Whitesnake Дэвид Ковердейл был вокалистом этой группы.

## История
По словам Ковердейла, «диск с новыми версиями хитов Deep Purple мы выпускали не ради ностальгии (я вообще не люблю это слово) и не от того, что я захотел перепеть их ещё лучше. Нет. Мне просто захотелось, чтобы они прозвучали по-новому и более свежо. В духе нынешнего времени». В конце февраля 2015 года на официальном сайте группы было объявлено о выходе нового альбома The Purple Album, целиком состоящего из песен Deep Purple периода 1973—76 (составы Mark III, Mark IV), когда вокалистом группы был Дэвид Ковердэйл. Также был представлен клип на песню «Stormbringer». Ещё до выхода альбома Ковердэйл заявил: 

Этот альбом — дань уважения и знак огромной благодарности в адрес Deep Purple за предоставленную мне возможность выйти в люди сорок лет назад. Как я однажды уже признался Ричи Блэкмору, именно эти ребята сделали меня настоящим артистом и отправили в невероятное музыкальное путешествие, в котором я до сих пор нахожусь. Я не мог и мечтать о лучших проводниках, а университеты Deep Purple — лучшая школа, которая только может быть на свете! Не могу дождаться грядущего тура, где мы будем исполнять все эти старые песни для вас!
Песни на The Purple Album звучат отлично от их изначальных версий 1970-х годов. В одних появились дополнительные гитарные соло, в других — современное музыкальное прочтение. The Purple Album содержит только одну новую композицию — инструментал «Elegy For Jon», посвящённая памяти клавишника Джона Лорда, включённый в трек «Sail Away». По словам Ковердейла:

Мне было важно, что мы попробовали сделать эти песни в звучании группы Whitesnake. Просто копировать то, что было прежде, нам было неинтересно. В итоге мы добавили мощное влияние удивительных личностей, играющих со мною в Whitesnake. И сделали акцент на две атакующие гитары, а намного меньший — на орган. Поскольку все равно ни у кого не получится сыграть на этом инструменте так магически, как у Джона Лорда! Он был моим другом и очень сильной личностью. А его клавишные стали очень важной составляющей звучания Deep Purple.
Альбом был официально выпущен 29 апреля 2015 года в Японии, 15 мая — в континентальной Европе, 18 мая — в Великобритании и 19 мая — в США на лейбле Frontiers. Альбом выпущен доступен в продаже в форматах обычного CD; делюкс-издания с двумя бонус-треками, четырьмя видеоклипами и документальным фильмом о создании альбома; а также на двойном виниле. Альбом дебютировал под номером 87 в чарте Billboard 200 и в первую неделю продаж был распродан в количестве около 6 900 единиц. Мировой тур в поддержку альбома начался 28 мая в Северной Америке.

## Список композиций
| №   | Название                                          | Автор(ы)                                                      | Первоначальный альбом      | Длительность |
| --- | ------------------------------------------------- | ------------------------------------------------------------- | -------------------------- | ------------ |
| 1.  | «Burn»                                            | Ричи Блэкмор, Дэвид Ковердэйл, Глен Хьюз, Джон Лорд, Иэн Пейс | Burn (1974)                | 6:56         |
| 2.  | «You Fool No One» (interpolating «Itchy Fingers») | Блэкмор, Ковердэйл, Хьюз, Лорд, Пейс                          | Burn                       | 6:23         |
| 3.  | «Love Child»                                      | Томми Болин, Ковердэйл                                        | Come Taste the Band (1975) | 4:13         |
| 4.  | «Sail Away» (featuring «Elegy for Jon»)           | Блэкмор, Ковердэйл                                            | Burn                       | 4:53         |
| 5.  | «The Gypsy»                                       | Блэкмор, Ковердэйл, Хьюз, Лорд, Пейс                          | Stormbringer (1974)        | 5:29         |
| 6.  | «Lady Double Dealer»                              | Блэкмор, Ковердэйл                                            | Stormbringer               | 3:59         |
| 7.  | «Mistreated»                                      | Блэкмор, Ковердэйл                                            | Burn                       | 7:39         |
| 8.  | «Holy Man»                                        | Ковердэйл, Хьюз, Лорд                                         | Stormbringer               | 4:42         |
| 9.  | «Might Just Take Your Life»                       | Блэкмор, Ковердэйл, Хьюз, Лорд, Пейс                          | Burn                       | 4:14         |
| 10. | «You Keep On Moving»                              | Ковердэйл, Хьюз                                               | Come Taste the Band        | 5:06         |
| 11. | «Soldier of Fortune»                              | Блэкмор, Ковердэйл                                            | Stormbringer               | 3:18         |
| 12. | «Lay Down Stay Down»                              | Блэкмор, Ковердэйл, Хьюз, Лорд, Пейс                          | Burn                       | 3:52         |
| 13. | «Stormbringer»                                    | Блэкмор, Ковердэйл                                            | Stormbringer               | 5:17         |

| №   | Название      | Автор(ы)               | Первоначальный альбом | Длительность |
| --- | ------------- | ---------------------- | --------------------- | ------------ |
| 14. | «Lady Luck»   | Джеф Кук, Ковердэйл    | Come Taste the Band   | 3:02         |
| 15. | «Comin' Home» | Болин, Ковердэйл, Пейс | Come Taste the Band   | 4:15         |

| №   | Название                             | Автор(ы)           | Первоначальный альбом | Длительность |
| --- | ------------------------------------ | ------------------ | --------------------- | ------------ |
| 16. | «Soldier of Fortune» (alternate mix) | Блэкмор, Ковердэйл | Stormbringer          | 3:18         |

## Участники записи
Whitesnake
- Дэвид Ковердейл — ведущий вокал, продюсирование, микширование
- Реб Бич — гитары, бэк-вокал, продюсирование, микширование
- Joel Hoekstra — гитара, бэк-вокал
- Майкл Девин — бас-гитара, гармоника, бэк-вокал
- Томми Олдридж — ударные, перкуссия
- Дерек Хилланд — клавишные

технический персонал
- Майкл Макинтайр — продюсирование, инжиниринг, микширование
- Дэвид Доннелли — мастеринг

## Чарты
| Чарт (2015)                         | Наивысшая позиция |
| ----------------------------------- | ----------------- |
| Австрия (Ö3 Austria)                | 28                |
| Бельгия/Фландрия (Ultratop)         | 40                |
| Бельгия/Валлония (Ultratop)         | 70                |
| Нидерланды (Album Top 100)          | 24                |
| Финляндия (Suomen virallinen lista) | 2                 |
| Франция (SNEP)                      | 150               |
| Германия (Offizielle Top 100)       | 13                |
| Италия (Classifica album)           | 91                |
| Норвегия (VG-lista)                 | 32                |
| Шотландия (Scottish Albums Chart)   | 16                |
| Швеция (Sverigetopplistan)          | 17                |
| Швейцария (Schweizer Hitparade)     | 11                |
| Великобритания (UK Albums Chart)    | 18                |
| США (Billboard 200)                 | 87                |